# Trichoscypha
Trichoscypha  es un género de plantas con 92 especies,  perteneciente a la familia de las anacardiáceas. La especie tipo es: Trichoscypha mannii Hook. f. 

## Taxonomía
El género fue descrito por Joseph Dalton Hooker y publicado en Genera Plantarum 1: 423. 1862.

## Especies
- Trichoscypha abut
- Trichoscypha acuminata
- Trichoscypha africana
- Trichoscypha albiflora